# 황토색
황토색(黃土色)은 색 중 하나이다. 황토의 색에서 비롯하며, 노랑과 갈색의 중간색이다. 영어로는 ochre, ocher, ruddle 등으로 표기하는데 이는 대자석을 뜻한다.
이 색은 또한 서울 지하철 6호선의 고유색이기도 하다. (DIC 2292)
221계의 도색이다.

## 종류

### 오커색
오커색은 영어 ochre에서 온 색 이름이다. 약간 붉은 기가 더 돈다.

### 꽃담황토색
꽃담황토색은 서울색의 하나이다. 특히 서울시 택시의 도색에 쓰이면서 알려졌다.

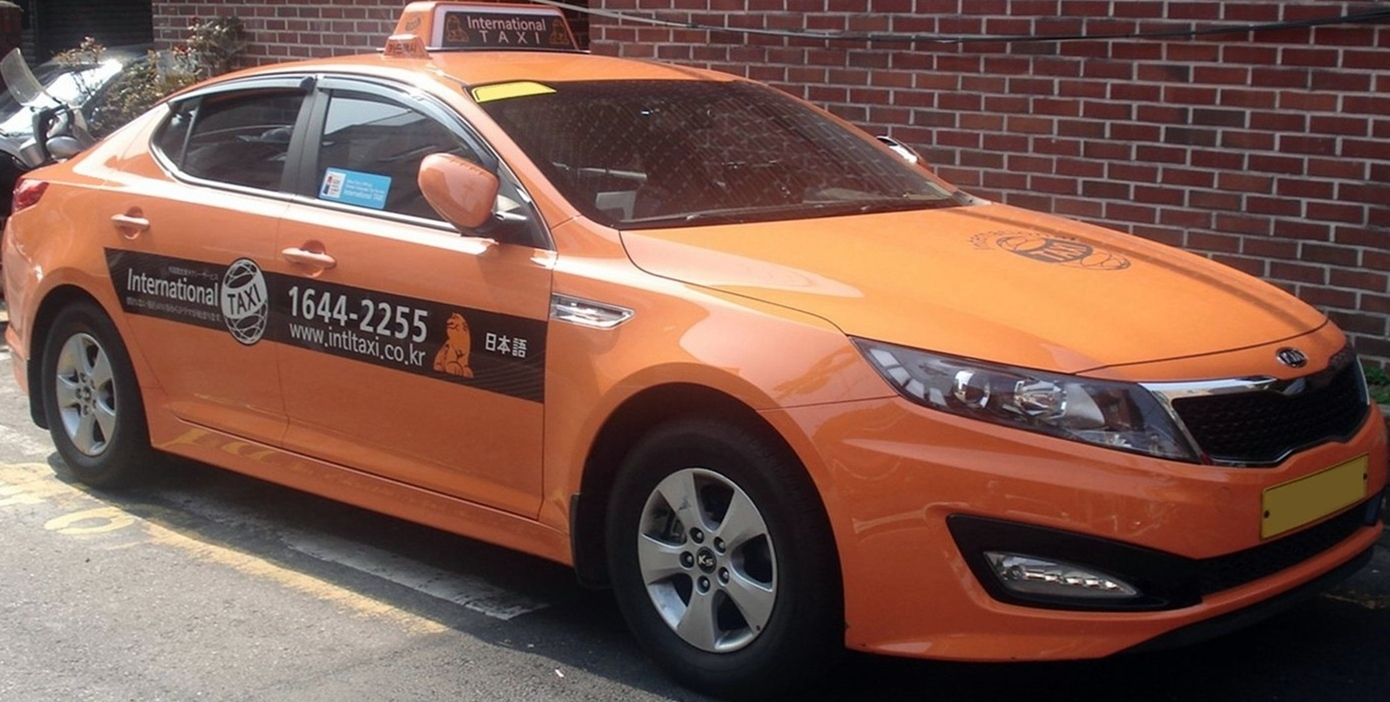
꽃담황토색 택시
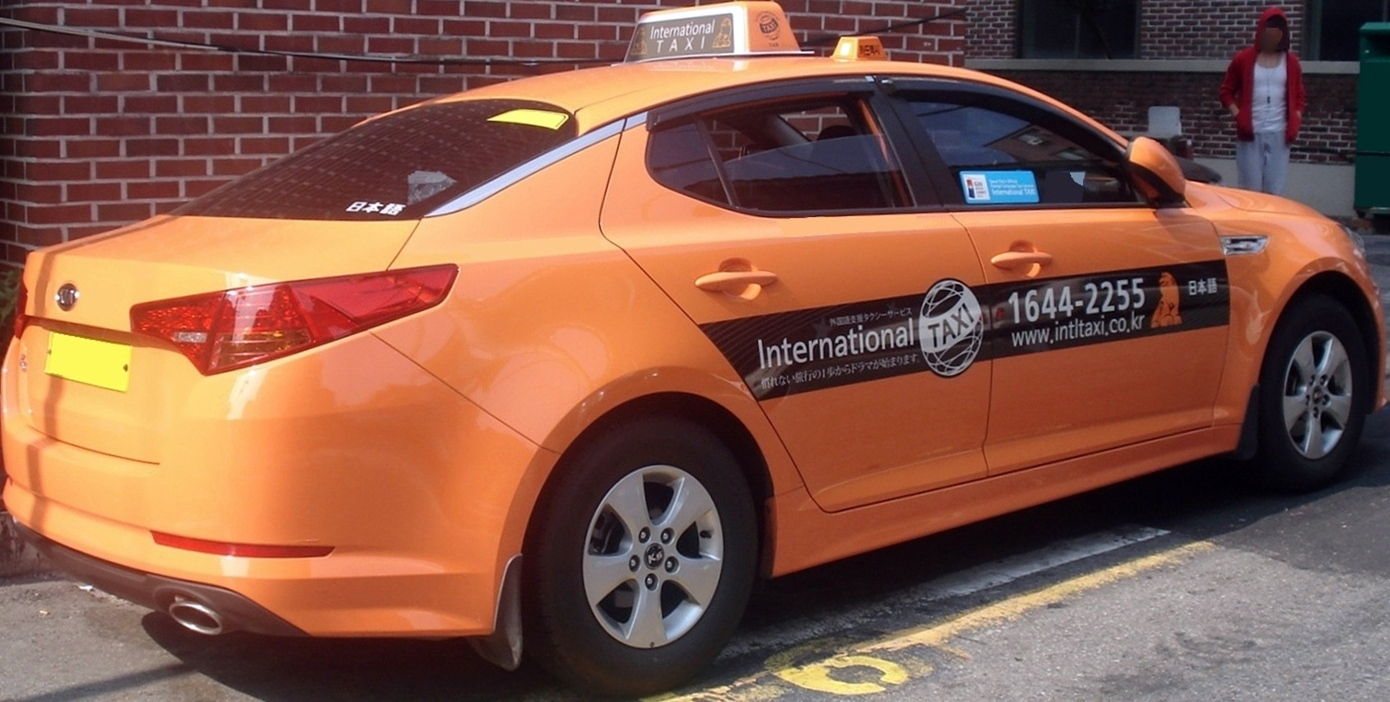

황토색은 흙의 색깔이기도 하다.

## 같이 보기
- 석간주
- 산화 철(III)
- 호상철광층